# Universal Football Club

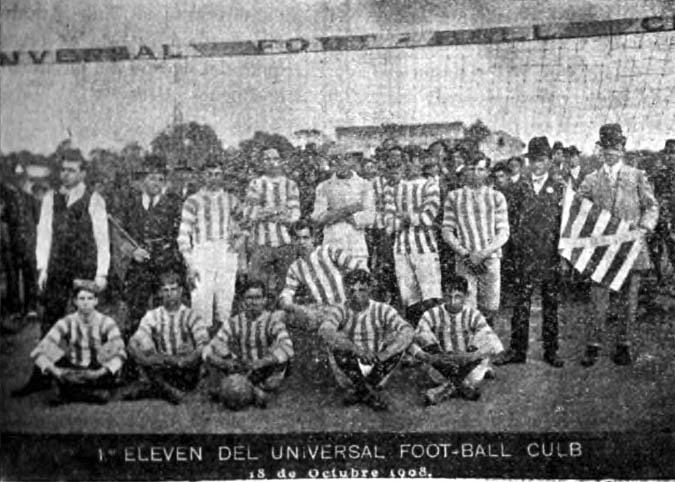
Universal F.C. vs. Boca Juniors, Montevideo, 1908

Universal Football Club var en fotbollsklubb från Montevideo i Uruguay. Klubben spelade  i Primera División i 14 säsonger under perioden 1912–1927
|                                        | S   | V  | O  | F   | GM  | IM  | MS  | P   |
| -------------------------------------- | --- | -- | -- | --- | --- | --- | --- | --- |
| Universal i Primera División 1912–1927 | 296 | 99 | 67 | 130 | 337 | 398 | -61 | 364 |

### Webbkällor
- Abbink, Dinant; Tabeira, Martín. ”Uruguay - List of Final Tables 1900-2000” (på engelska). RSSSF. Arkiverad från originalet den 25 januari 2010. https://web.archive.org/web/20100125015311/http://www.rsssf.com/tablesu/uruhist.html. Läst 9 juni 2013.

- ”Uruguay: Epoca amateur 1900-1931” (på spanska). El Area. 19 maj 2011. Arkiverad från originalet den 25 mars 2013. https://web.archive.org/web/20130325140455/http://www.el-area.com/uruguay/subpaginas/amateur_uru.htm. Läst 9 juni 2013.